# Pehr Sjöbring (biskop)
Pehr Sjöbring (förnamnet även skrivit Per; egentligen Peter), född den 25 januari 1819 i Sjösås församling i Växjö stift, död den 16 februari 1900 i Kalmar, var en svensk teolog, skolman och biskop i Kalmar stift.

## Biografi
Pehr Sjöbring genomgick Växjö skola och gymnasium, blev student vid Uppsala universitet 1839 och filosofie magister med första hedersrummet 1845 och docent i exegetik där 1850. Sjöbring blev 1852 utnämnd till teologie lektor och prästvigd 1854. 1856 blev han rektor vid Kalmar högre allmänna läroverk. 1860 blev han teologie doktor. 1867 blev han domprost i Linköping, men flyttades 1876 tillbaka till Kalmar som biskop i Kalmar stift. Ledamot av stadsfullmäktige i Kalmar och Linköping. Landstingsman i Södra Kalmar län 1863-1866 och 1878-1882 samt i Östergötlands län 1870-1876. Riksdagsman i första kammaren 1876-1879. 1877 och 1879 verksam i lagutskottet och 1878 i konstitutionsutskottet. 1874-1875 var han statsrevisor. På det kyrkliga området tillhörde han den högkyrkliga riktningen.
Sjöbrings väg i södra Kalmar är uppkallad efter Pehr Sjöbring.

### Familj
Pehr gavs namnet Peter i dopet, som ägde rum dagen efter att han föddes.  Han var son till hemmansägaren, senare inspektorn vid Böksholms bruk och sedermera riksdagsmannen och talmannen i bondeståndet Nils Persson i Ringstorp, vilken var systerson till orientalisten Pehr Sjöbring. Sonen Pehr tog namnet Sjöbring liksom sin yngre bror, godsägare Isac Sjöbring (född 1828). Pehr Sjöbring gifte sig i Uppsala den 24 juli 1852 med Maria (Mia) Sophia Rogberg (1826–1909) med vilken han fick sonen Nils Carl Theodor Sjöbring (1866–1932).